# Tianzhou 5
Tianzhou 5 (chinesisch 天舟五号, Pinyin Tiānzhōu Wǔhào) startete am 12. November 2022 mit einer Trägerrakete vom Typ Langer Marsch 7 zur Chinesischen Raumstation. Neben Versorgungsgütern und Ersatzteilen für die Raumstation führte das Frachtraumschiff zum zweiten Mal seit Tianzhou 1 auch wissenschaftliche Nutzlasten mit und setzte einen Cubesat aus. Am 12. September 2023 wurde es am Ende seines zehnmonatigen Einsatzes über dem Südpazifik kontrolliert zum Absturz gebracht.

## Wissenschaftliche Nutzlasten
Da die Tianzhou-Raumschiffe ein volles Jahr im All verweilen können und die Ladekapazität nicht immer voll ausgenutzt wird, bietet das Frachtersystem des bemannten Raumfahrtprogramms chinesischen Behörden, Forschungseinrichtungen, Firmen und Organisationen an, ähnlich wie schon 2017 bei Tianzhou 1 wissenschaftliche Experimente auf dem Frachter mitfliegen zu lassen. Anders als bei der Raumstation selbst steht diese Möglichkeit ausländischen Interessenten zunächst nicht offen. Für die Zukunft ist dies jedoch geplant.
Für die Experimente stehen insgesamt acht Stromanschlüsse mit jeweils 100 V zur Verfügung, die Leistungsaufnahme aller Nutzlasten sollte insgesamt 500 W nicht überschreiten. Ein einzelnes Experiment sollte nicht mehr als 30 kg wiegen und das Gehäuse nicht höher als 30 cm sein. Es können auch Nutzlasten im All ausgesetzt werden, hierfür muss der Bewerber jedoch eine chinesische Startlizenz besitzen. Die üblichen Sicherheitsmaßnahmen zur Vermeidung von Tank- und Akkumulatorexplosionen etc. sind einzuhalten. Anträge sollten ein Jahr vor dem Start gestellt werden, spätestens drei Monate vor dem Start muss die Nutzlast der Chinesischen Akademie für Weltraumtechnologie übergeben werden.
Nachdem das Büro für bemannte Raumfahrt die Öffentlichkeit am 24. November 2021 über diese Möglichkeit informiert hatte, wurden bis zum Anmeldeschluss am 15. Januar 2022 mehr als 100 Anträge für Nutzlasten eingereicht. Nach Überprüfung auf Sinnhaftigkeit, Notwendigkeit, Machbarkeit und Sicherheit wurden von einer Kommission am 30. März 2022 zehn Projekte für die Mission Tianzhou 5 ausgewählt,  und zwar fünf Cubesats und fünf auf dem Frachter installierte Experimente:
- Xiwang 4, auch bekannt als CAS-10, ein Schüler- und Amateurfunksatellit aus Macau[5]
- Lianli (连理, ein Cubesat der Technischen Universität Dalian, der dann erst am 10. Mai 2023 mit Tianzhou 6 startete)[6]
- Sheng Xi Jishu Yanzheng Lifangxing (绳系技术验证立方星, ein Experimentalsatellit für Seilverankerungstechnologien)
- Zhixing 3A (智星三号A星, dieser Satellit startete dann bereits am 9. Mai 2022 mit Tianzhou 4)[7]
- Gaoxin 1 (高新一号)[8]
- Experimentelle Wasserstoff-Sauerstoff-Brennstoffzelle
- 3D-Druck eines Tumor-Modells
- Warnung vor sich näherndem Mikroschrott und Bestimmung der Einschlagsstelle mittels elektrostatischer Messung
- Gerät zum Schutz vor und Entfernung von Mondstaub
- Neues Lidar für Koppelmanöver[9][10] (startete erst am 10. Mai 2023 mit Tianzhou 6)[11]

Am 30. Januar 2023 begann eine zweite Runde des Programms. Hier konnten bis zum 30. Mai 2023 Anträge auf Nutzlastmitnahme eingereicht werden, was bedeutet, dass die ausgewählten Nutzlasten erst 2024 mit Tianzhou 7 ins All fliegen.[veraltet] Die Mitnahme auf dem Frachter erfolgt kostenlos, für die Tests und Installationsarbeiten vor dem Start müssen die Nutzlastbetreiber die Kosten tragen.
Für die Betreiber von Cubesats ist neben der Kostenersparnis ein weiterer Vorteil der Mitnahme auf dem Frachter die relative Flexibilität beim Orbit. In der Regel werden die Satelliten zwar gestartet, während der Frachter an der Raumstation angedockt ist, prinzipiell ist es aber auch möglich, damit zu warten, bis das Frachtraumschiff am Ende seiner Mission von der Station abgekoppelt hat und dann vor dem Wiedereintritt in die Erdatmosphäre mit dem restlichen Treibstoff eine andere Umlaufbahn eingenommen hat.
Wenn ein Cubesat dagegen direkt von der Raumstation aus mit dem an deren mechanischen Arm montierten Startgerät für Kleinsatelliten gestartet wird, ist das aus Sicherheitsgründen nur in einem Winkel von mehr oder weniger 45° nach unten und hinten möglich.
Die Abschussvorrichtungen können von außen nachgeladen werden – die Federn, welche die Satelliten hinausschleudern, können problemlos wieder zusammengedrückt werden. Daher ist es möglich, auf der Raumstation Cubesats einzulagern und sie bei Bedarf (Naturkatastrophen etc.) kurzfristig zu starten.

## Missionsverlauf

### Start und Anflug
Tianzhou 5 wurde am 12. November 2022 um 02:03:05 Uhr UTC auf die Sekunde genau zum vorher berechneten Zeitpunkt von der Startrampe 201 des Kosmodroms Wenchang mit einer Trägerrakete vom Typ Langer Marsch 7 gestartet. Zehn Minuten nach dem Start wurde der Zielorbit erreicht und das Raumschiff von der Trägerrakete abgetrennt.
Gut drei Minuten später wurden die Solarmodule entfaltet.
Am 12. November 2022 um 04:10 Uhr UTC, also 2 Stunden 7 Minuten nach dem Start dockte Tianzhou 5 an der Heckschleuse des Kernmoduls Tianhe autonom an. Dies stellte einen neuen Weltrekord dar und bedeutete, dass das Büro für bemannte Raumfahrt nicht nur in einem Notfall sehr schnell Versorgungsgüter zur Raumstation bringen konnte, sondern auch empfindliches biologisches Versuchsmaterial für den regulären Forschungsbetrieb.
Die Verkürzung der Flugzeit von knapp sieben Stunden bei Tianzhou 4 auf etwas über zwei Stunden wurde nicht durch Veränderungen am Raumschiff und eine genaue Bestimmung des Startgewichts, also der bei Bahnmanövern zu bewegenden trägen Masse erreicht, sondern durch eine verbesserte Führung, Navigation und Steuerung (GNC):
- Anstatt sich der Raumstation nach dem Abtrennen von der Trägerrakete über mehrere Erdumkreisungen und mehrere Bahnkorrekturmanöver schrittweise zu nähern, fand dies nun während einer einzigen Erdumkreisung mit zwei Bahnkorrekturmanövern statt. Dadurch verkürzte sich dieser Abschnitt des Fluges von mehr als vier Stunden auf etwa eine Stunde.
- Bei der Annäherung auf den letzten 5 km, die in mehreren Schritten mit Zwischenhalten auf Parkpositionen zur Verifizierung der Fluglage relativ zur Station erfolgt, verzichtete man auf mehrere Zwischenhalte und konnte so diesen Prozess von mehr als zwei Stunden auf etwa 40 Minuten verkürzen.

Diese Methode ist prinzipiell unabhängig vom Raumschifftyp, und man möchte sie langfristig auch bei den bemannten Shenzhou-Raumschiffen einsetzen, um die Anreise für die Raumfahrer zu verkürzen. Auch das auf dem Kosmodrom Jiuquan ständig bereitstehende Rettungsraumschiff könnte so schneller bei der Station sein. Bei der nun erprobten GNC-Methode gibt es vier Möglichkeiten, zwischen denen das Raumschiff autonom wählen kann, abhängig davon, mit welcher Präzision es von der Trägerrakete im Zielorbit ausgesetzt wurde: 2 Stunden, 3 Stunden, 5 Stunden oder 6,5 Stunden. Anders als bei den bisherigen Frachterankoppelungen befand sich diesmal eine Besatzung auf der Station, die bei einem Ausfall des Systems hätte eingreifen und das Koppelmanöver manuell durchführen können.

### Ladung
Neben 1,4 t Treibstoff, Versorgungsgütern für die Mission Shenzhou 15, in der Station zu installierenden Geräten für wissenschaftliche Experimente und einem Multiphotonenmikroskop für dreidimensionale, in die Tiefe gehende Hautuntersuchungen brachte Tianzhou 5 auch einen sechsten, gut  100 kg schweren Momentenkreisel für das Wissenschaftsmodul Wentian ins All, der im Dezember 2022 von den Raumfahrern montiert wurde.
Zusammen mit den sechs an der Außenwand des Kernmoduls Tianhe montierten Momentenkreiseln dienen die Kreisel, die anders als Lageregelungstriebwerke keinen Treibstoff verbrauchen, dazu, die Fluglage der Raumstation stabil zu halten und nötigenfalls rasch zu verändern.
Die Ladung im Frachtraum, ohne den Treibstoff, wog etwa 5 t, was dem Frachter ein Startgewicht von 13,1 t gab.
Am 13. November 2022 um 06:18 Uhr UTC öffnete die Besatzung von Shenzhou 14 die Schleuse des Frachters. Nach routinemäßiger Überprüfung der Luft auf Giftstoffe von einem eventuell beschädigten Treibstofftank des Servicemoduls betraten die Raumfahrer knapp eine Stunde später, um 07:03 Uhr UTC, den Frachtraum und begannen mit der Entladung.
Um ihnen die Arbeit zu erleichtern, hatten die Ingenieure der Chinesischen Akademie für Weltraumtechnologie bei Tianzhou 5 neben zusätzlichen Außenscheinwerfern (Flutlicht und Suchscheinwerfer) auch im Inneren des Frachtraums zusätzliche Lampen installiert.

### Brennstoffzelle
Für das Bemannte Monderkundungsprogramm hatte die Fabrik 529 der Chinesischen Akademie für Weltraumtechnologie eine mit Wasserstoff und Sauerstoff betriebene Brennstoffzelle entwickelt. Man denkt hier an eine erneuerbare Energieversorgung, bei der das in der Brennstoffzelle entstehende Wasser anschließend mit durch Sonnen- oder Kernenergie erzeugtem Strom wieder in Wasserstoff und Sauerstoff zerlegt wird.
Etwa zwei Wochen nach dem Andocken des Frachters wurde die Brennstoffzelle, die sich auf der Außenseite des Raumschiffs im Vakuum befindet, in Gang gesetzt, um den Einsatz bei niedrigen Temperaturen und den Gastransport in der Schwerelosigkeit zu testen. Dabei wurde auch erprobt, wie sich eine unterschiedliche Leistungsentnahme auf die Effizienz der Brennstoffzelle auswirkt. Bei dem hier getesteten Modell handelt es sich um einen ersten Prototyp, der nun auf der Basis der ermittelten Daten praxistauglich gemacht werden soll.

### Messgerät für hochenergetische Partikel
Ebenfalls auf der Außenseite des Frachters montiert war ein von der Fakultät für Kernphysik und Kerntechnik der Lanzhou-Universität zusammen mit dem Forschungsinstitut für weltraumbezogene technische Physik Lanzhou und der Hauptabteilung Großprojekte der Chinesischen Akademie für Weltraumtechnologie entwickeltes und gebautes Gerät zur Messung von hochenergetischen Partikeln in einem breiten Energiespektrum. Man interessierte sich hierbei speziell für Protonen und Neutronen, konkret für die hochenergetischen Protonen der kosmischen Strahlung, die beim Auftreffen auf die Außenhülle des Frachters Neutronen erzeugen. Am 16. November 2022, vier Tage nach dem Andocken, wurde das weltweit erstmals bei einem Einsatz im Weltraum mit einem anorganischen Szintillator ausgestattete Gerät in Betrieb gesetzt. Der Szintillationszähler war dazu in der Lage, mit einer hohen Effizienz sowohl die Menge der Neutronen zu messen als auch präzise zwischen Neutronen und Gammastrahlung zu unterscheiden. Die gesammelten Daten sollen nun dazu dienen, den langdauernden Betrieb von Raumflugkörpern im Weltall sicherer zu machen.

### Xiwang 4
Außen auf dem Frachter, am Übergang vom Servicemodul zum Frachtmodul, befinden sich mehrere „Abschussvorrichtungen“ für Cubesats. Jeder der Satelliten sitzt in einer Röhre mit rechteckigem Querschnitt, aus der er mit Federkraft, ohne den Einsatz von Sprengmitteln oder Raketen, herausgeschleudert wird. Wie bei einem regulären Startturm befinden sich in dem Gerät Schnittstellen, über die der Frachter mit dem Satelliten kommunizieren kann.
Dies erfolgt jedoch nicht über Steckverbindungen, sondern berührungsfrei.
Bis zum Aussetzen des Satelliten ist die Startröhre durch eine Klappe verschlossen.
Der von der Hangtian Dong Fang Hong GmbH zusammen mit Schülern aus Macau konzipierte und gebaute Amateurfunksatellit Xiwang 4, auch bekannt als „CAS-10“ oder „Kepu Weixing 1“ (澳门学生科普卫星一号), ein Nachfolgeprojekt von CAMSAT XW-3, hat ein Format von 8U (228 × 455 × 100 mm) und eine Masse von 12 kg.
Mit ausgeklappten Antennen und Solarzellenflügeln hat er die Maße 1007 × 790 × 475 mm.
Dieser Cubesat wurde am 18. Dezember 2022, zwei Tage vor dem 23. Jahrestag der  Wiedervereinigung Macaus mit China, um 01:30 Uhr vom Frachter ausgesetzt.
Etwa eine Stunde nach dem Start konnte ein japanischer Funkamateur die ersten Signale des Satelliten empfangen.
Im weiteren Verlauf wurde Xiwang 4 primär von Kantonesisch sprechenden Funkamateuren aus dem Perlflussdelta (Guangdong, Hongkong, Macau) genutzt, aber auch von Minnan-Sprechern zu beiden Seiten der Formosastraße und aus anderen Teilen der Welt.

### Einzelflug
Am 5. Mai 2023 um 07:26 Uhr UTC koppelte Tianzhou 5 von der Heckschleuse ab, um den Platz für Tianzhou 6 freizumachen, der am 10. Mai 2023 startete. Tianzhou 5 kreiste zunächst in einem gewissen Abstand hinter der Raumstation um die Erde, später nahm der Frachter eine niedrigere, der Station vorauseilende Position ein. Nachdem die Besatzung von Shenzhou 15, deren Raumschiff an der vorderen Bugschleuse angekoppelt war, am 3. Juni 2023 zur Erde zurückgekehrt war, wurde zwei Tage später eine erneute Ankoppelung eingeleitet. Tianzhou 5 kehrte auf die Bahnhöhe der Raumstation zurück und drehte sich in 5 km Abstand von der Station um 180°, sodass die Triebwerke in Flugrichtung voraus zeigten. Nachdem das Raumfahrtkontrollzentrum Peking die Position verifiziert hatte, wurden die Triebwerke gezündet – wodurch sich die Bahn wieder etwas absenkte – bis der Frachter auf 400 m an die Station herangekommen war. Dort hielt er wieder für eine Verifizierung der Fluglage inne. Nach einem weiteren Stopp in 19 m Abstand koppelte Tianzhou 5 schließlich am 5. Juni 2023 um 19:10 Uhr UTC nach 32 Tagen Einzelflug an der vorderen Bugschleuse der Raumstation an, wo er im weiteren Verlauf als Mülldeponie diente.

### Deorbit
Am 11. September 2023 um 08:46 Uhr UTC wurde der Frachter nach Überprüfung seines Zustands durch das Raumfahrtkontrollzentrum Peking von der Station abgekoppelt, um die Bugschleuse für das Raumschiff Shenzhou 17 freizumachen. Das Raumschiff begab sich zunächst zu einem in Flugrichtung 19 m vor der Station liegenden Haltepunkt, dann zu einem 200 m entfernten Haltepunkt.
Knapp einen Tag später, am 12. September 2023 um 01:13 Uhr UTC, wurde Tianzhou 5 in die Erdatmosphäre gesteuert. Der größte Teil verglühte, einige Trümmerstücke fielen wie vorausberechnet in ein nicht für die Schifffahrt genutztes Seegebiet im Südpazifik.